# Bohuslav Špinar
Bohuslav Špinar (* 18. říjen 1940 Žďár nad Sázavou[zdroj?]) je žďárský skaut a bývalý bankovní úředník.

## Skautská činnost
Podílel se na záchraně žďárského skautingu, když byla tato činnost po roce 1948 zakázána komunistickým režimem. Skauty skryl pod Jednotný klub pracujících. Skauti se scházeli v domě rodičů Božetěcha Tomana, přítele Bohuslava Špinara. Založili si zde klubovnu, které byla vymezena jedna místnost domu. Podle skauty oblíbené knihy Hoši od Bobří řeky autora Jaroslava Foglara si začali říkat Bobříci. Později ve své činnosti pokračoval pod hlavičkou turistického oddílu mládeže (TOM) při TJ ŽĎAS a po roce 1989 v přístavu vodních skautů Racek. Bohuslav Špinar je také čestným členem Svojsíkova oddílu.